# Madame Vignon
Madame Vignon, även kallad Madame Vignon-Chauvin, var en fransk modedesigner.
Hon var couturiere och designade kläder. Hon tillhörde de ledande designerna inom fransk modeindustri vid 1800-talets mitt, och nämns vid sidan av Madame Camille, Madame Palmyre och Madame Victorine.  
Hon tillhörde  kejsarinnan Eugenies favoritdesigner innan denna presenterades för Charles Frederick Worth. Det nämns att hon, som representant för den gamla typen av designer, designade sina kläder i samråd med sin kunds önskemål, medan Worth först designade kläderna och sedan lät kunderna välja bland dem. Hon var tillsammans med Madame Palmyre en av två "storsömmerskor" som levererade den garderob på 54 klänningar som ingick i Eugenies brudutstyrsel inför kejsarbröllopet 1853, och hon var också den som designade Eugenies bröllopsklänning, som blev världsberömd.